# Slavičín

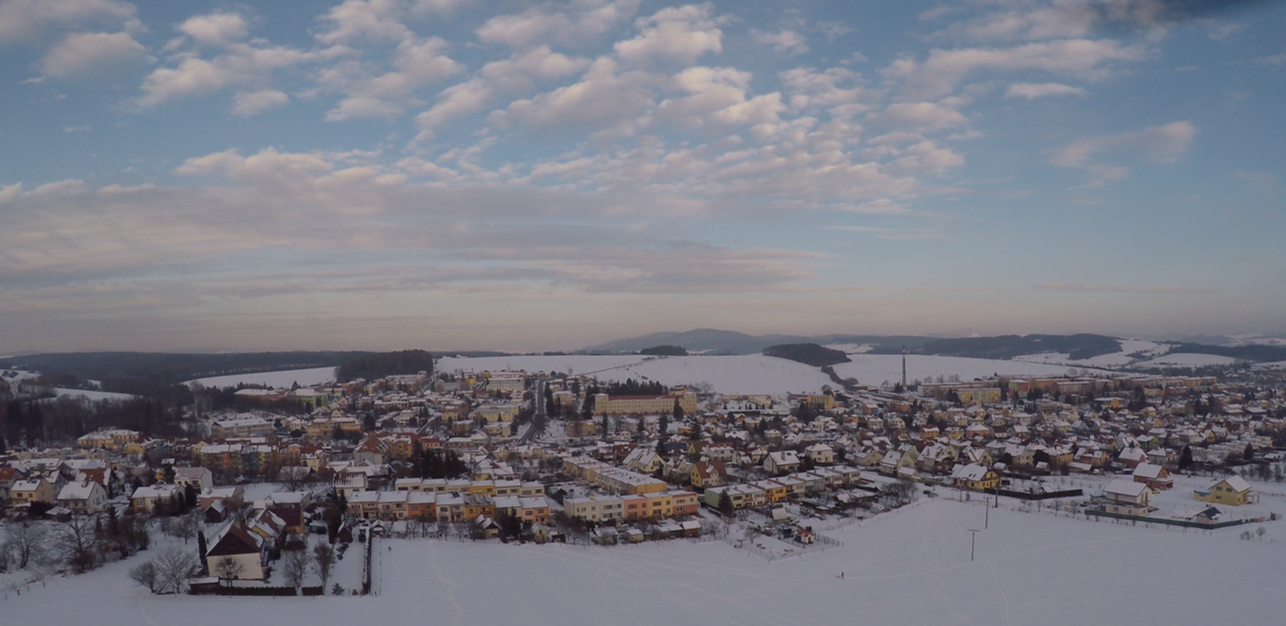
Slavičín

Slavičín (deutsch Slawitschin) ist eine Stadt in Tschechien. Sie liegt 18 Kilometer nordöstlich von Uherský Brod und gehört zum Okres Zlín.

## Geographie
Slavičín befindet sich im Tal der Říka zwischen dem Wisowitzer Bergland und den Weißen Karpaten. Die Stadt liegt im 1966 errichteten UNESCO-Biosphärenreservat Weiße Karpaten. Nordöstlich von Slavičín ist in den Bergen ein Sperrgebiet der Rüstungsindustrie. Durch den Ortsteil Hrádek na Vlárské dráze führt die Eisenbahn von Uherský Brod über den Wlarapass in die Slowakei bzw. nach Valašské Klobouky.
Nachbarorte sind Lipová im Norden, Divnice im Osten, Hrádek na Vlárské dráze im Südosten, Hostětín und Šanov im Süden, Mladotice und Rudimov im Westen, sowie Petrůvka und Nevšová im Nordwesten.

## Geschichte
Slavičín wurde 1141 erstmals in einer Besitzurkunde des Olmützer Bischofs Heinrich Zdik erwähnt.
Am 2. Juni 1256 belehnte Bischof Bruno von Schauenburg Helembert de Turri mit Slavičín. Unter de Turri wurde der Ort zum Markt erhoben und die Kirche mit Pfarrhaus errichtet. Daneben erhielt auch das Mautrecht und die peinliche Gerichtsbarkeit.
1663 und 1704 wurde der Ort durch Brände zerstört. Daneben erfolgen im 17. und 18. Jahrhundert mehrfach Türkeneinfälle.
Nach dem Zweiten Weltkrieg entwickelte sich die Marktgemeinde schnell und erhielt 1964 Stadtrechte.

## Legende
Legenden zufolge soll Adalbert von Prag im Jahre 985 von seiner Missionstätigkeit in Ungarn über den Wlarapass nach Mähren gereist sein und an der Stelle der Kirche mit seinen Begleitern gerastet haben. Dabei soll er sich zu einer Umkehr entschlossen haben, um die hier lebenden Heiden zum Christentum zu bekehren.

## Ortsgliederung
Die Stadt Slavičín besteht aus den Ortsteilen Divnice (Diwnitz), Hrádek na Vlárské dráze (Bürgleins am Wlarapass), Nevšová (Newschowa) und Slavičín (Slawitschin). Der frühere Ortsteil Mladotice (Mladotitz) ist mit Slavičín zu einer Einheit zusammengewachsen.

## Sehenswürdigkeiten
- Kirche St. Adalbert, erbaut im 13. Jahrhundert, nach einem Brand erfolgte 1775 ihre barocke Umgestaltung
- Barockschloss, 1750 an Stelle einer alten Feste erbaut
- Denkmal für die Luftschlacht über den Weißen Karpaten im Jahre 1944 mit Grab für 28 US-amerikanische Piloten

## Söhne und Töchter der Stadt
- Tomáš Votava (* 1974), Fußballspieler
- Tomáš Řepka (* 1974), Fußballspieler
- Stanislav Polčák (* 1980), Politiker
- Aleš Urbánek (* 1980), Fußballspieler
- Vendula Haragová (* 1981), Volleyball- und Beachvolleyballspielerin
- Zdeněk Hřib (* 1981), Politiker